# Pamplemousses SC
El Pamplemousses SC (literalmente Grapefruit SC) es un club de fútbol de las islas Mauricio que juega en la Liga Premier de las islas Mauricio, la liga de fútbol más importante del país. 

## Historia
Fue fundado en el año 2001 en la localidad de Belle Vue, cuando adquirieron al equipo Fire Brigade SC y lo fusionaron con el Real Pamplemousses. Desde entonces han ganado 6 torneos de liga y 3 torneos de copa.

## Palmarés
- Liga Premier de las islas Mauricio: 6

2006, 2010, 2011/12, 2016/17, 2017/18, 2018/19
- Copa de Mauricio: 3

2009, 2015/16, 2017/18
- Copa de la República de Mauricio: 4

2010, 2011, 2012/13, 2016/17

## Participación en competiciones de la CAF
| Temporada | Torneo                       | Ronda      | Club              | Casa | Visita | Global      |
| --------- | ---------------------------- | ---------- | ----------------- | ---- | ------ | ----------- |
| 2007      | Liga de Campeones de la CAF  | Preliminar | Highlanders FC    | 1-0  | 0-1    | 1-1 (8-9 p) |
| 2010      | Copa Confederación de la CAF | Preliminar | Moroka Swallows   | 1-2  | 0-3    | 1-5         |
| 2017      | Copa Confederación de la CAF | Preliminar | Ngezi Platinum FC | 1-1  | 0-1    | 1-2         |
| 2018      | Liga de Campeones de la CAF  | Preliminar | Bidvest Wits FC   | 1-0  | 0-2    | 1-2         |
| 2019/20   | Liga de Campeones de la CAF  | Preliminar | Fosa Juniors FC   | 1-1  | 0-1    | 1-2         |

## Jugadores

### Jugadores destacados
- Praxis Rabemananjara (2004-2008)
- Andy Sophie (2006-2009)